# Waiblingen
Waiblingen is een plaats in de Duitse deelstaat Baden-Württemberg. Het is de hoofdstad van het Rems-Murr-Kreis. De stad telt 55.526 inwoners.

## Geografie
Waiblingen heeft een oppervlakte van 42,76 km² en ligt in het zuidwesten van Duitsland, 10 km ten noordoosten van Stuttgart.

## Geboren
- Theodor Kaiser (geboren in 1862 als Theodor Kayser), snoepfabrikant, uitvinder van de vliegenstrip
- Heinz Aldinger (1933-2024), voetbalscheidsrechter
- Dietz-Werner Steck (1936-2016), acteur, bekend van de krimiserie ''Tatort''
- Bernd Mayländer (1971), autocoureur
- Michael Fink (1982), voetballer
- Nadine Krause (1982), handbalster
- Leif Lampater (1982), wielrenner
- Nico Schlotterbeck (1999), voetballer

Alfdorf ·
Allmersbach im Tal ·
Althütte ·
Aspach ·
Auenwald ·
Backnang ·
Berglen ·
Burgstetten ·
Fellbach ·
Großerlach ·
Kaisersbach ·
Kernen im Remstal ·
Kirchberg an der Murr ·
Korb ·
Leutenbach ·
Murrhardt ·
Oppenweiler ·
Plüderhausen ·
Remshalden ·
Rudersberg ·
Schorndorf ·
Schwaikheim ·
Spiegelberg ·
Sulzbach an der Murr ·
Urbach ·
Waiblingen ·
Weinstadt ·
Weissach im Tal ·
Welzheim ·
Winnenden ·
Winterbach